# Armillaria pallidula
Armillaria pallidula là một loài nấm trong họ Physalacriaceae. Loài này phân bố ở Australia.